# Адамув (Ґостинінський повіт)
Адамув (пол. Adamów) — село в Польщі, у гміні Щавін-Косьцельни Ґостинінського повіту Мазовецького воєводства.
Населення — 146 осіб (2011).
У 1975-1998 роках село належало до Плоцького воєводства.

## Демографія
Демографічна структура станом на 31 березня 2011 року:
|          | Загалом | Допрацездатний вік | Працездатний вік | Постпрацездатний вік |
| -------- | ------- | ------------------ | ---------------- | -------------------- |
| Чоловіки | 74      | 10                 | 54               | 10                   |
| Жінки    | 72      | 8                  | 42               | 22                   |
| Разом    | 146     | 18                 | 96               | 32                   |